# The Other Guys
The Other Guys (titulada en castellano Los otros dos en España y Policías de repuesto en Hispanoamérica) es una película cómica de 2010 escrita y dirigida por Adam McKay y protagonizada por Will Ferrell y Mark Wahlberg.

## Argumento
El detective Allen Gamble (Will Ferrell) es un policía que trabaja como contador forense para su oficina y es de modales suaves. El detective mal genio Terry Hoitz (Mark Wahlberg) ha estado atrapado en trabajos de oficina, como compañero de Allen desde que disparó por error al jugador profesional Derek Jeter durante la Serie Mundial, en el túnel de ingreso a la cancha del estadio. 
Allen y Terry a menudo no reciben el respeto de los otros agentes de la estación de policía de Nueva York, en particular de los detectives Martin y Fosse (Rob Riggle, Damon Wayans, Jr.). Allen y todos los policías en la comisaría (excepto Terry) idolatran a los detectives engreídos Chris Danson y P.K. Highsmith (Dwayne Johnson, Samuel L. Jackson), quienes son considerados los mejores policías de la ciudad, a pesar de que con frecuencia causan millones de dólares en daños a la propiedad durante la captura de delincuentes de poca monta. 
Durante una persecución a un grupo de ladrones de joyas, que rompen una pared de la joyería con una bola de demolición, luego suben a la terraza del edificio y escapan con unos cables colgantes con ruedas, instalados anteriormente por ellos para poder llegar hasta la calle y escapar, Danson y Highsmith, no aceptan ser burlados y humillados por los ladrones profesionales, saltan a la muerte después de haber aceptado "apuntar a los arbustos" 20 pisos por debajo de ellos en la calle (no había arbustos), dejando a casi todo el mundo preguntándose por qué lo hicieron, y quienes serán los siguientes en ocupar su lugar.
Allen y Terry, tratan de ocupar su puesto en las calles, empiezan a investigar una violación del permiso de andamios por el multimillonario inglés, Sir David Ershon (Steve Coogan), pero terminan descubriendo una conspiración internacional mucho más grande por Ershon para cubrir sus pérdidas a su cliente Lendl Global. La CEO de Lendl, Pamela Boardman (Anne Heche), contrata a un equipo de mercenarios liderado por Roger Wesley (Ray Stevenson), conocido como el australiano, un mercenario militar del Ejército de Australia, para asegurarse lograr presionar a Ershon le pague todo el dinero adeudado y nadie lo detenga para hacerlo, capturan a Ershon y es liberado por el Australiano, cuando chocan su vehículo, se llevan sus armas, dejan descalzos caminado por la calle y los encuentran en la delegación de policía, informando son guardaespaldas de Ershon, pensaban lo trataban de secuestrar. 
Durante su investigación, el tímido Allen confiesa al agresivo Terry, sobre su vida universitaria donde creó un servicio de citas bajo el nombre de "Gator," y rotundamente refuta la acusación de Terry de que era un chulo. Cuando su vida cae en una espiral fuera de control, fue enviado al hospital, donde conoció a su futura esposa, la Doctora Sheila (Eva Mendes), y prometió a Sheila que no volvería a perder el control otra vez. Sin embargo, una noche mientras cenaba con Sheila, ella le dice a Allen que está embarazada, causando que la vieja personalidad oscura de Allen a resurja. En ataque de furia, ella lo echa de la casa. Mientras tanto, Terry intenta y no logra volverse a conectar con su exnovia Francine (Lindsay Sloane), quien lo abandonó debido a sus rabietas y conducta temeraria.
Su investigación se detiene cuando son capturados en la calle y llevados en un tren de carga a Las Vegas, fueron secuestrados y drogados por los agentes guardaespaldas del estafador Ershon, el abogado de Ershon, Don Beaman (Andy Buckley), se entera del plan de este para cubrir sus pérdidas, Wesley considera matarlo y hacer parecer es un suicidio, para quedarse ellos con el dinero de la estafa. Enojado por su falta de progreso y cuando regresan desde Las Vegas, el capitán Gene Mauch (Michael Keaton) separa a Allen y Terry, enviando a Terry a la Policía de tránsito y Allen como patrullero en una esquina. A pesar de la ira de Terry hacia él y su vida personal, Allen sigue tratando de resolver el crimen por su cuenta y después de enterarse, de que el robo de la joyería en que murieron Danson y Highsmith fue puesta en escena para que Wesley y su equipo pudieran entrar en una empresa de contabilidad vecina, él finalmente consigue evidencia creíble y recupera su arma de Mauch. Allen entonces trata de convencer a Terry, quien ya se había adaptado a su vida como oficial de tránsito e incluso había sido reconocido como oficial del mes, se negaba a volver a trabajar en el caso por falta de pruebas, pero Allen lo convence de volver. Ambos se reúnen con el capitán Mauch en Bed Bath & Beyond, su segundo trabajo, en el que el capitán de la policía admite que ha detenido la investigación del caso porque Ershon tiene conexiones de alto perfil con el gobierno, que le podrían arruinar y él permite que ellos terminen el caso fuera de los registros.
Ellos van a una reunión de inversión organizada por Ershon realiza y descubren parte del monnto de $320.000.000 de inversiones de Ershon, realmente viene del fondo de pensiones del Departamento de Policía de Nueva York. Escapan con Ershon a su apartamento privado y Ershon les revela el dinero para el fondo de pensiones ya está en su cuenta, listo para transferir. Más tarde esa noche, Allen y Terry finalmente se reconcilian con sus parejas. Allen se disculpa con Sheila y ella da la bienvenida a su marido. Terry también se disculpa con Francine por dejar que la ira gobierne su vida.
A la mañana siguiente, conducen al banco para detener la transferencia, evadiendo al equipo de Wesley, a los grupos de chechenos y nigerianos (inversores a los que Ershon debe dinero), y a los agentes de policía, engañados consideran Allen y Terry se han vuelto corruptos. Llegan al banco y detienen la transferencia. Wesley llega y como una táctica dilatoria, dispara tanto a los oficiales como a Ershon en sus brazos. Mauch finalmente llega con los refuerzos de la policía, rescatando a los dos oficiales y arrestando Ershon por su malversación, y a Wesley por múltiples cargos de asesinato. El arresto de Ershon conduce a una caída de la bolsa y al subsecuente rescate federal de Lendl Global. Terry finalmente se casa con Francine y aunque le pidió a Sheila ser su madrina, ella se negó. Sheila está felizmente de vuelta con su marido. El narrador remata afirmando, los verdaderos héroes son las personas comunes trabajando para hacer una diferencia, no los que aparecen en los periódicos o en la televisión.

## Reparto
- Will Ferrell como Allen Gamble.
- Mark Wahlberg como Terry Hoitz.
- Eva Mendes como Sheila Gamble.
- Ray Stevenson como Roger Wesley.
- Dwayne Johnson como Christopher Danson.
- Samuel L. Jackson como P. K. Highsmith
- Michael Keaton como el capitán Gene Mauch.
- Steve Coogan como David Ershon.
- Rob Riggle como Martin.
- Damon Wayans Jr como Fosse.
- Bobby Cannavale como Jimmy.
- Anne Heche como Pamela Boardman.
- Brooke Shields como ella misma.
- Derek Jeter como él mismo.
- Tracy Morgan como él mismo.
- Rosie Perez como ella misma.
- Ice T El narrador (voz en off).

## Localizaciones
The Other Guys se empezó a rodar el 25 de septiembre de 2009 íntegramente en la ciudad de Nueva York, Estados Unidos, destacando localizaciones como Park Avenue, Broadway o el Madison Square Garden.

## Recepción crítica y comercial
Según la página de internet Rotten Tomatoes, esta película obtuvo un 76 % de comentarios positivos, llegando a la siguiente conclusión: «Aunque no es la mejor colaboración entre Will Ferrel y Adam McKay, The Other Guys es un soplo de aire fresco en un verano carente de cintas divertidas». Según Metacritic obtuvo un puntaje de 64 sobre 100, basado en 34 comentarios de los cuales 22 son positivos.
El crítico Peter Travers escribió: «No dejen que les arruinen las sorpresas increíblemente divertidas. Ferrell y Wahlberg aumentarán la diversión. Garantizado»
Recaudó en Estados Unidos 119 millones de dólares. Sumando las recaudaciones internacionales la cifra asciende a 170 millones. Su presupuesto fue de 100 millones.[cita requerida]